# Fast X
Fast X, noto anche come Fast & Furious 10, è un film del 2023 diretto da Louis Leterrier.
È la decima pellicola della saga di Fast & Furious, sequel di Fast & Furious 9 - The Fast Saga.

## Trama
Rio de Janeiro, 2011. Dominic Toretto e la sua squadra hanno sconfitto il famigerato boss narcotrafficante brasiliano Hernan Reyes, distrutto il suo impero su un ponte e rubato il suo patrimonio familiare dentro il suo caveau. A loro insaputa, tuttavia, il figlio di Reyes, Dante, ha assistito alla morte del padre e ha passato gli ultimi 12 anni a elaborare un piano per far soffrire Dom e la sua famiglia.
Presente, 2023. Dom ed il suo team vengono incaricati dalla sede dell'Agenzia di rubare un chip di un supercomputer da un mezzo blindato a Roma. Mentre Dom sceglie di rimanere a Los Angeles con la moglie Letty per badare a suo figlio Brian, il resto della squadra (Roman, Tej, Ramsey e Han) si reca nella capitale, guidati da Roman, per svolgere la missione.
Quella notte, però, Cipher si presenta a casa di Dom ferita gravemente e gli rivela che un uomo misterioso le ha rubato tutta la sua attrezzatura e le ha rivoltato contro i suoi uomini.
L'indomani, Piccolo Nessuno arriva da Dom per prendere in custodia Cipher, rivelando però che non c'è mai stata nessuna missione: rendendosi conto che qualcuno ha teso loro una trappola, Dom e Letty si mettono in viaggio per salvare la squadra.
A Roma, Dante rinchiude Tej e Ramsey in un camion telecomandato contenente una potentissima bomba ad orologeria, mentre Dom e Letty li inseguono; l'ordigno viene poi lasciato per le strade di Roma, provocando varie devastazioni, finché Dom non lo spinge nel fiume Tevere con la sua macchina in modo da limitare i danni alla città; Piccolo Nessuno viene ferito gravemente da una bomba piazzata da Dante sotto alla sua jeep, mentre Letty viene arrestata dalle autorità nel tentativo di catturare il criminale. L'agente Aimes, il nuovo leader dell'Agenzia dopo la scomparsa del Signor Nessuno, crede che Dom e la sua squadra siano responsabili dell'attentato e inizia una caccia all'uomo, mettendo su di loro una taglia multimilionaria.
Nel frattempo, a Los Angeles, una squadra armata dell'Agenzia viene mandata a prendere Brian, affidato alle cure della sorella di Dom, Mia. Tuttavia, il fratello di quest'ultima e di Dom, Jakob, arriva e neutralizza la squadra, per poi viaggiare con il bambino verso una safe house in Portogallo, dove si incontreranno con Dom. La figlia del Signor Nessuno, Tess, unica agente convinta dell'innocenza di Dom e della sua squadra, usa l'Occhio di Dio per localizzare Dom a Napoli e lo informa che Dante si trova a Rio. Una volta lì, Dom sfida Dante ad una corsa in macchina, a cui partecipano anche il suo vecchio amico Diogo e Isabel Neves, sorella della defunta Elena (la madre biologica del piccolo Brian); durante la corsa, tuttavia, Dante svela a Dom di aver piazzato delle bombe sotto le auto di Diogo e Isabel, costringendo Dom a scegliere chi dei due salvare: questi, non riuscendo a raggiungere il primo, sceglie la vita della seconda, salvandola all'ultimo momento dalla bomba.
Tess, nel frattempo, fa visita a Letty nella prigione della CIA in cui è rinchiusa e la ferisce di nascosto su volere di Dom, in modo da mandarla al centro di cura della prigione. Lì Letty incontra Cipher, che libera entrambe per poi essere aggredita dalla prima. Letty fugge da sola, ma quando scopre che la prigione è in Antartide, torna con riluttanza da Cipher e le due donne decidono di lavorare insieme per scappare.
Intanto a Londra, il resto della squadra di Dom scopre che Dante ha prosciugato i loro conti bancari e li ha usati per creare delle taglie sulle loro teste; usando dei soldi che Roman nascondeva nella giacca, tentano di comprare nuovi equipaggiamenti da un vecchio socio di Ramsey, Bowie, ma lui li tradisce, cosa che costringe Han ad affrontare e chiedere aiuto a Deckard Shaw.
Inizialmente questi rifiuta di aiutarli, ma cambia idea quando scopre che Dante ha esteso la taglia anche su tutti coloro che hanno aiutato la squadra di Dom negli anni, tra cui sua madre Queenie.
Aimes nel mentre rintraccia e arresta Dom in Brasile, ma la sua squadra cade in un'imboscata dei mercenari di Dante; Aimes quindi unisce le forze con Dom per combatterli, ma Dante rivela di aver rapito Isabel. Tess arriva in aiuto di Dom, ma viene ferita da un cecchino assunto da Dante, che poi le ruba l'Occhio di Dio e lo usa per localizzare Brian in Portogallo. Dom riesce a salvare Isabel e le chiede di portare Tess in ospedale. Aimes invece accetta di aiutare Dom a sconfiggere Dante per vendicare i suoi uomini; nel mentre anche la squadra di Dom viaggia per raggiungerlo in Portogallo.
Jakob e Brian vengono inseguiti da Dante, che riesce a rapire Brian, ordinando poi ai suoi mercenari di impedire a Jakob e Dom di seguirlo. Jakob dunque si sacrifica per eliminare tutti i mercenari di Dante, cosa che consente a Dom di raggiungere quest’ultimo e salvare suo figlio. Tuttavia, Dante intrappola Dom in cima ad una diga tra due semirimorchi telecomandati carichi di benzina, con l'intento di farli schiantare per uccidere padre e figlio; invece Aimes, che si rivela essere stato al soldo di Dante per tutto il tempo, abbatte l'aereo della squadra di Dom appena sopraggiunta. Per sfuggire all'esplosione, Dom scende lungo la diga con la sua auto e atterra in acqua, ma Dante rivela che la costruzione è piena di esplosivi e si prepara a farli esplodere con l'intenzione di affogare Dom e Brian.
Nel frattempo, in Antartide, Letty e Cipher scappano dalla prigione e attraversano insieme la tundra fino alla costa, dove emerge un sottomarino guidato da una sopravvissuta, Gisele Yashar.
In una scena a metà dei titoli di coda un gruppo di agenti di polizia fa irruzione in un edificio abbandonato. Uno di loro trova un telefono con una chiamata in arrivo da parte di Dante; questi informa l'agente che siccome Toretto ora è fuori dai giochi, è lui il suo prossimo bersaglio per vendicare la morte del padre. L'agente si rivela essere Luke Hobbs, il quale risponde con rabbia che non sarà difficile trovarlo, prima di stritolare il cellulare con la mano.

## Produzione

### Sviluppo
Nel novembre 2014 la presidente della Universal Pictures Donna Langley comunicò che ci sarebbero stati almeno altri tre film del franchise dopo Fast & Furious 7. Nell'aprile 2017 il produttore Neal H. Moritz dichiarò che il decimo capitolo sarebbe stato l'ultimo del franchise, annunciando inoltre Chris Morgan come sceneggiatore.

### Riprese
Le riprese del film sono iniziate il 21 aprile 2022 e si sono concluse il 19 agosto successivo a Torino. Le location toccate in Italia sono state appunto Torino, Roma e Genzano di Roma. Il budget di Fast X è stato di 340 milioni di dollari.
Una settimana dopo l'inizio delle riprese, Justin Lin ha abbandonato la regia a causa di "divergenze creative", lasciando la produzione in stallo e rimanendo tuttavia come produttore. Rapporti successivi hanno affermato che Lin, oltre a non essere stato soddisfatto dai continui cambiamenti alla sceneggiatura, si scontrava spesso sul set con Vin Diesel. Il 2 maggio 2022, Louis Leterrier venne scelto come nuovo regista.

## Promozione
Il 1º febbraio 2023 è stato diffuso il primo poster raffigurante il personaggio di Dominic Toretto, mentre il 10 febbraio dello stesso anno è stato pubblicato il teaser trailer ufficiale.

## Distribuzione
Il film è uscito nelle sale cinematografiche italiane il 18 maggio 2023, mentre in quelle statunitensi il giorno successivo, anche in IMAX.
Inizialmente previsto per il 2 aprile 2021, Fast X ha subito vari spostamenti della data di uscita a causa della pandemia di COVID-19.
La première mondiale di Fast X si è svolta a Roma il 12 maggio 2023 davanti al Colosseo.

## Accoglienza

### Incassi
Il film, realizzato con un budget di 340 milioni di dollari, ha incassato 146126015 $ nel Nord America e 558749000 $ nel resto del mondo, per un totale di 704875015 $. In Italia ha incassato 11825041 € con 1524067 presenze, ed è il settimo incasso del 2023.

### Critica
Fast X ha ricevuto recensioni contrastanti dalla critica. Su Rotten Tomatoes il film ha un punteggio del 57% con una valutazione media di 5,7 su 10 basata su 315 recensioni, mentre su Metacritic ha un punteggio di 56 su 100 basato su 59 recensioni.

## Sequel e Spin-off
Nel giugno 2023 è stato annunciato uno spin-off che farà da ponte tra il decimo e l'undicesimo film intitolato "Fast & Furious Presents: Hobbs & Reyes", con Dwayne Johnson e Jason Momoa come protagonisti.
Durante la conferenza stampa di presentazione del film a Roma, il protagonista Vin Diesel aveva dichiarato che oltre al già citato undicesimo capitolo, sarebbe stato realizzato anche un dodicesimo capitolo; nonostante le precedenti dichiarazioni di Vin Diesel al riguardo, il budget elevato di Fast X ed il discreto riscontro al botteghino hanno portato alla rielaborazione dell'undicesima pellicola come capitolo finale della saga. Diesel ha dichiarato che il nuovo film sarebbe stato "un ritorno alle radici del film originale" e che la trama avrebbe riguardato un'unica missione e un diverso antagonista al posto di Dante.
Nel febbraio 2024, Vin Diesel ha confermato che l'undicesimo film sarà l'ultimo capitolo della saga e si intitolerà Fast XI. La stesura della sceneggiatura del sequel è stata affidata a Christina Hodson e Oren Uziel   A maggio 2024 Louis Leterrier ha annunciato il rimando del film al 2026 a causa degli scioperi che hanno colpito Hollywood nel 2023.
Nel giugno 2025, Vin Diesel ha annunciato la nuova data d'uscita del film, prevista per aprile 2027, affermando che il capitolo finale sarebbe tornato alle radici del franchise e menzionando anche il possibile ritorno del personaggio di Brian O'Conner.

## Riconoscimenti
- 2023 - Razzie Awards
  - Candidatura al peggior attore protagonista a Vin Diesel